# Easytrieve
EASYTRIEVE (Classic e Plus) é uma linguagem de programação de Terceira Geração, projetado para simplificar as tarefas típicas de programação, utilizada principalmente em sistemas comerciais, financeiros e administrativos para empresas e governos. É uma linguagem de programação, com recursos para acesso a arquivos e bases de dados, com comandos que trazem bastante facilidade principalmente para a geração de relatórios.

## Fundamentos da Linguagem
É uma linguagem imperativa projetada para tornar mais fácil a manipulação de arquivos e produção de  relatórios. 
É recomendado para iniciantes em técnicas de processamento de dados, pois possui uma assimilação fácil.
Em geral, um programa Easytrieve pode aceitar arquivos de entrada múltiplo (SAM / ISAM / VSAM), acesso a bancos de dados (TMF / ADABAS/DB2), realizar a manipulação de arquivos (leitura / gravação / tipo), dados do processo (alfanumérico / numérico / acondicionado / binário), e invocar programas em COBOL e Assembler. 

## Classic v. Plus
Easytrieve (ou Easytrieve classic) é a primeira iteração da série Easytrieve e exige que o programador use uma estrutura rígida de programa e sintaxe. A segunda iteração Easytrieve era originalmente um produto independente, foi rebatizado como Easytrieve Plus.  Easytrieve Plus inclui mudanças na estrutura do programa e sintaxe, o que torna muito mais poderoso e com uma iteração mais amigável com o programador. Easytrieve pode ser executado em mainframes ( z / OS , z / VM , z / VSE ), UNIX , Linux e Sistemas da Microsoft Windows 

## Similaridade com Cobol
A sintaxe de um programa Easytrieve é muito semelhante ao COBOL. Eles compartilham muitas palavras dos mesmos tipos de dados e reservado, como "MOVE", "ADD", "SUBTRACT", "MULTIPLY", "DIVIDE", "CALL", "CASE", and "IF". Além disso, as "PROCEDURES" podem serem criadas em Easytrieve para permitir a funcionalidade modularizada.
Podemos citar algumas diferenças entre os dois, como: a definição de variável, a leitura de arquivos e geração de relatórios. Como COBOL, o Easytrieve tem muitos dos mesmos tipos de variáveis (alfanumérico, numérico, binário, compactado, etc). A maior diferença é que Easytrieve não usa números de nível. 
Leitura de arquivos de entrada é feita muito mais fácil em Easytrieve porque o processo é automatizado. O programador apenas referencia as variáveis a serem utilizadas. Easytrieve lê automaticamente a próxima linha e a lógica se repete. 
Gerar um relatório é simples em Easytrieve. O programador pode especificar cada detalhe de um relatório, incluindo seus títulos, campos, espaçamento, a ordem de classificação, quebras de controle, etc.

## Estrutura da Linguagem
```
                 |------------------------|
  ENVIRONMENT    | PARM ...               |
  SECTION        |                        |
                 |------------------------|
  LIBRARY        | FILE ...               |
  SECTION        |   DEFINE ...           |
                 |   ...                  |
                 |------------------------|
  ACTIVITY       | JOB                    |
  SECTION        |     (STATEMENTS)       |
                 |     (JOB PROCEDURES)   |
                 | REPORT                 |
                 |     (REPORT PROCEDURES)|
                 | SORT                   |
                 |     (SORT PROCEDURES)  |
                 |  ...                   |
                 |------------------------|
```

Cada programa Easytrieve contém a seguinte estrutura:
- ENVIRONMENT SECTION: Nesta parte, são estabelecidos os parâmetros para o programa. Uma área, opcional, de Ambiente (Environment), onde serão descritas as características de ambiente de instalação do Easytrieve. Também utilizada para estabilizar parâmetros do programa modificar as opções padrões de instalação e modalidade de operação.
- LIBRARY SECTION: Uma área, opcional, de Dados (Library), onde serão descritos os dados a serem processados pelo programa, os arquivos a serem utilizados, os campos associados e também qualquer campo de área de trabalho (auxiliares).
- ACTIVITY SECTION: Uma área, obrigatória, de Atividades (Activity), onde se define a lógica do programa, mais precisamente:
  - Lê informações dos arquivos;
  - Examina e manipula dados;
  - gravação de dados em arquivos;
  - impressão de relatórios;

## Convenções da Linguagem
- Letras Minúsculas – especificam valores que devem ser substituídos.
- Letras Maiúsculas – Palavras-chaves. Devem ser codificadas exatamente como aparecem.
- {chaves} - Um dos parâmetros indicados entre elas deve ser informado.
- [colchetes] – Indica parâmetros opcionais.
- ... - Reticências: indicam que o(s) parâmetro(s) anterior(es) a elas pode(m) ser repetido(s) várias vezes.
- W/S - campos iniciados com W ou S indicam que a variável é auxiliar (Ex: W-VALOR ou S-VALOR)

## Tipos de Variáveis
| Tipo | Descrição            | Tamanho Máximo (em bytes) | Número de posições decimais |
| ---- | -------------------- | ------------------------- | --------------------------- |
| A    | Alfanumérico         | 254                       | Inválido                    |
| N    | Numérico             | 18                        | 0 a 18                      |
| P    | Compactado           | 10                        | 0 a 18                      |
| B    | Binário              | 4                         | 0 a 10                      |
| U    | Compactado sem sinal | 9                         | 0 a 18                      |

## Exemplos de Código

### Hello World
```
DISPLAY 'HELLO WORLD!'

```

Outra forma:
```
IMPRIME. PROC
DISPLAY 'HELLO WORLD!'
END-PROC.

```

### Números Perfeitos
```
FILE PESSOAL
     NUMPERF      1    5   N

DIVIDENDO  W    N    5    VALUE  1
NUM        W    N    5    VALUE  0
DIVISOR    W    N    5    VALUE  1
SOMA       W    N    5    VALUE  0
QUOCIENTE  W    N    5    VALUE  0

CALCULA PROC.
   QUOCIENTE = DIVIDENDO / DIVISOR
   IF QUOCIENTE * DIVISOR = DIVIDENDO
      SOMA = SOMA + DIVISOR
   END-IF
END-PROC. 

IF SOMA > DIVIDENDO
   GO  TO  PROXIMO-NUM
END-IF

DIVISOR = DIVISOR + 1

IF DIVISOR < DIVIDENDO
   GO TO CALCULA 
END-IF

IF (SOMA = DIVIDENDO) AND (DIVIDENDO NOT EQUAL 1)
   NUM = NUM + 1
   DISPLAY 'PERFEITO ' NUM ': ' DIVIDENDO
END-IF

PROXIMO-NUM PROC.
   DIVIDENDO = DIVIDENDO + 1

   IF NUM < NUMPERF
      DIVISOR = 1
      SOMA = 0
      GO TO CALCULA 
   END-IF
END-PROC.

```

### Programa Exemplo 001  - Programa completo
JOB DE EXECUÇÃO:
Na estrutura de um programa em Easytrieve, o que caracteriza a parte de procedimentos é um conjunto 
de ATIVIDADES, Cada atividade é declarada através de um statement JOB. Ou seja, é através de um JOB
que executamos o nosso programa, onde definimos o tipo do programa que será executado(Easytrieve), 
qual será do programa a ser executado, da onde virão seus dados de entrada e onde serão gravados
os dados de saída.
| Job explicativo para execução do Easytrieve. |
| -------------------------------------------- |

PROGRAMA EXEMPLO 001
Na imagem abaixo temos um simples exemplo de um programa em Easytrieve, onde passamos os dados de entrada no próprio JOB e gravamos
na saída, onde poderá ser visto na "SYSREL".
| Programa em Easytrieve. |
| ----------------------- |

Para melhor compreensão, veja as saídas em relatório produzidas pelo programa :
| SYSREL. | SYSPRINT. |
| ------- | --------- |

## Compiladores
Para Easytrieve usamos os mesmo compiladores do COBOL
Compiladores:
- IBM COBOL compilers
- OpenCOBOL
- TinyCOBOL

## Liações Externas
- TimeLine